# Squash ai XVI Giochi panamericani
Lo squash ai XVI Giochi panamericani si è svolto al Complejo de Squash di Guadalajara, in Messico, dal 20 al 25 ottobre 2011. In programma un torneo di singolare, uno di doppio e uno a squadre per uomini e donne, per un totale di sei podi.

## Podi

### Uomini
| Evento               | Oro                                              | Argento                                            | Bronzo |
| Singolare (dettagli) | Miguel Rodríguez                                 | César Salazar                                      | Shawn Delierre Arturo Salazar                                                                                                 |
| Doppio (dettagli)    | Messico Arturo Salazar Eric Gálvez               | Stati Uniti Christopher Gordon Julian Illingworth  | Paraguay Esteban Casarino Nicolás Caballero Argentina Hernán D'Arcangelo Roberto Pezzota                                      |
| A squadre (dettagli) | Messico Arturo Salazar Eric Gálvez César Salazar | Canada Shawn Delierre Andrew Schnell Shahier Razik | Brasile Vinicius de Lima Vinicius Rodrigues Rafael Fernandes Stati Uniti Julian Illingworth Christopher Gordon Graham Bassett |

### Donne
| Evento               | Oro                                                       | Argento                                            | Bronzo |
| Singolare (dettagli) | Samantha Teran                                            | Samantha Cornett                                   | Miranda Ranieri Nicolette Fernandes                                                                              |
| Doppio (dettagli)    | Messico Nayelly Fernández Samantha Teran                  | Colombia Catalina Peláez Silvia Angulo             | Canada Miranda Ranieri Stephanie Edmison Stati Uniti Olivia Blatchford Maria Ubina                               |
| A squadre (dettagli) | Canada Miranda Ranieri Samantha Cornett Stephanie Edmison | Colombia Silvia Angulo Catalina Peláez Anna Porras | Messico Nayelly Fernandez Samantha Teran Imelda Salazar Stati Uniti Olivia Blatchford Maria Ubina Lily Lorentzen |

## Medagliere
| Posizione | Nazione     | Oro | Argento | Bronzo | Totale |
| --------- | ----------- | --- | ------- | ------ | ------ |
| 1         | Messico     | 4   | 1       | 2      | 7      |
| 2         | Colombia    | 1   | 2       | 0      | 3      |
| 3         | Canada      | 1   | 2       | 3      | 6      |
| 4         | Stati Uniti | 0   | 1       | 3      | 4      |
| 5         | Argentina   | 0   | 0       | 1      | 1      |
| 5         | Brasile     | 0   | 0       | 1      | 1      |
| 5         | Guyana      | 0   | 0       | 1      | 1      |
| 5         | Paraguay    | 0   | 0       | 1      | 1      |
| Totale    | Totale      | 6   | 6       | 12     | 24     |